# Ferdinand Conrad Seiffart

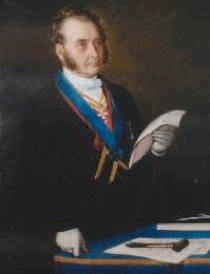
Ferdinand Conrad Seiffart, bekleidet als Stuhlmeister einer Freimaurerloge

Ferdinand Conrad Seiffart (* 25. Oktober 1802 in Nordhausen; † 15. März 1877 ebenda) war Geheimer Regierungsrat, preußischer Generalkonsul in Mexiko, Vizepräsident der Preußischen Oberrechnungskammer und Freimaurer in Nordhausen.

## Leben
Seiffart wurde in eine alte Nordhäuser Patrizier-Familie geboren, deren Stammbaum bis in das Jahr 1580 reicht. Sein Vater war der Advokat und spätere Bürgermeister der Stadt Nordhausen Karl Wilhelm Ferdinand Seiffart (1766–1841)  und seine Mutter Johanna Maria Seiffart (geb. Rode) war Tochter des Nordhäuser Brennherrn Gottfried August Rode.
Am 22. Oktober 1820 immatrikulierte er sich an der Universität Göttingen und studierte Rechtswissenschaft. Seine Referendarprüfung legte er beim Kammergericht Berlin ab und arbeitete anschließend im preußischen Ministerium für Handel und Gewerbe. Am 13. Oktober 1830 heiratete er Ida Riemann in Nordhausen und wurde anschließend Justiziar im Polizeipräsidium Berlin.
Am 9. August 1834 wurde er zum geheimen Regierungsrat im Innenministerium ernannt und persönlicher Berater des Ministers von Gustav von Rochow. 1837 wurde er an die deutsch-russische Grenze zur Bekämpfung des Schmuggels abgeordnet und erhielt für seine Erfolge den russischen Sankt-Stanislaus-Orden 2. Klasse (Halsdekoration mit Bruststern) und die Beförderung zum geheimen Oberregierungsrat.
1845 wurde er zum königlich preußischen Generalkonsul in Mexiko bestellt. Dort hatte er maßgeblichen Einfluss auf die mexikanische Regierung den Vertrag von Guadalupe Hidalgo anzunehmen und damit den Mexikanisch-Amerikanischen Krieg zu beenden und eine Annexion des Landes durch Amerika zu verhindern. Er vermittelte in weiteren Konflikten und stieg unter den diplomatischen Gesandten zum Doyen auf. Ein bedeutender Teil der Teotihuacan-Sammlung im Ethnologischen Museum Berlin geht auf seine Sammlung mexikanischer Artefakte aus dem heutigen Bundesstaat Teotihuacán zurück.
1850 kehrte er nach Berlin zurück. Er wurde bei der preußischen Oberrechnungskammer angestellt und am 22. August 1854 vom König zum Vizepräsidenten der Kammer ernannt. Am 3. Oktober 1856 wurde Seiffart im Zuge des „Potsdamer Depeschen-Diebstahls“ in den Ruhestand versetzt und verlegte seinen Lebensmittelpunkt zurück nach Nordhausen.
Wieder in Nordhausen wurde er 1860 zum Stadtrat und am 2. Juni 1862 zum Beigeordneten der Stadt Nordhausen gewählt. Zu seinen Verdiensten um die Stadt gehören der Bau des Nordflügels des Gymnasiums mit Aula, die Neugestaltung der Predigerstraße und der Bau des Schwimmbads an der Rothleimmühle. Die Stadt Nordhausen widmete noch vor seinem Tod den „Warttürmchen Weg“ in „Präsidentenweg“ um. Er übte sein Stadtratsmandat bis zu seinem Tod im Jahr 1877 aus.

## Freimaurer
Am 14. März 1845 wurde er in die Freimaurerloge „Zur Verschwiegenheit“ (3WK) aufgenommen und wurde kurze Zeit später bereits Meister der Johannesloge „Minerva“ in Potsdam. Von 1854 bis 1855 gehörte er der Loge „Teutonia zur Weisheit“ in Potsdam an. Am 14. Dezember 1859 wurde er Mitglied der Johannesloge „Zur gekrönten Unschuld“ in Nordhausen. Durch seine hervorragenden Verbindungen zur Ordensleitung in Berlin und zum preußischen Königshaus konnte im Jahr 1870 die zweite Ordensabteilung, die Andreasloge und 1876 noch die dritte Ordensabteilung, dass Provinziell-Ordenskapitel der Großen Landesloge der Freimaurer von Deutschland (GLL) in Nordhausen errichtet werden. Damit wurde Nordhausen zum mitteldeutschen Ordenszentrum und bei besonderen Anlässen versammelten sich bis zu 400 Freimaurer in der Stadt.